# Felice Battaglia
Felice Battaglia (Palmi, 23 maggio 1902 – Bologna, 28 marzo 1977) è stato un giurista e filosofo italiano.

## Biografia
In seguito al terremoto di Messina del 1908 lasciò la Calabria, trasferendosi con tutta la famiglia a Roma, dove intraprese il suo percorso di studi.
Nel 1925 conseguì la laurea in giurisprudenza presso La Sapienza, con una tesi su Marsilio da Padova che, grazie ad un concorso vinto, poté pubblicare nel 1928. Ottenuta la libera docenza di filosofia del diritto, e un contratto d'insegnamento dall'ateneo capitolino, si trasferì all'Università di Siena, dove nel 1932 vinse la cattedra nella medesima disciplina.
Nel 1938 si spostò da Siena a Bologna, dove già teneva delle lezioni dalla fine del 1935. Nell'ateneo bolognese insegnò, contemporaneamente, filosofia morale nella Facoltà di lettere e filosofia, di cui fu preside dal 1945 al 1950, e filosofia del diritto nella Facoltà di giurisprudenza.
Negli anni Cinquanta e Sessanta, è stato più volte rettore dell'ateneo di Bologna. In questa città è morto nel 1977. Pochi anni dopo il Comune di Bologna gli ha dedicato una strada, e l'Università ha intitolato a suo nome la biblioteca del Dipartimento di filosofia. Tra i suoi allievi si segnalano Nicola Matteucci, Guglielmo Forni Rosa e Enzo Melandri.

## Pensiero
È stato autore di numerosi saggi in diverse branche del diritto e della filosofia e, in loro connessione, sulla storia del pensiero, sia antico che moderno: tale interesse fu declinato anche in chiave pedagogica, a testimonianza dell'intensa attenzione rivolta dallo studioso calabrese alla storia quale concreta fonte dell'organizzazione sociale umana e del complesso e diffidente approdo allo spiritualismo.
Con i sostenitori attualisti dell'autonomia della categoria filosofica della politica, pensava "che occorresse lasciare alla storia tout court quanto non fosse pensiero sistematico, preservando così la storia delle dottrine da ogni contaminazione con le dialettica sociale e istituzionale".

## Opere principali
Per una completa bibliografia degli scritti di Battaglia, si rinvia a  Franco Polato, Bibliografia degli scritti di e su Felice Battaglia, Bologna, CLUEB, 1989.

### Saggi di storia, filosofia e diritto
- L'opera di Vincenzo Cuoco e la formazione dello spirito nazionale in Italia, Bemporad, Firenze 1925.
- Marsilio da Padova e la filosofia politica del Medioevo, Felice Le Monnier, Firenze 1928.
- La crisi del diritto naturale: saggio su alcune tendenze contemporanee della filosofia del diritto in Francia, La Nuova Italia, Firenze 1929.
- Diritto e filosofia della pratica: saggio su alcuni problemi dell'idealismo contemporaneo, La Nuova Italia, Firenze 1932.
- Cristiano Thomasio filosofo e giurista, Circolo giuridico della R. Università, Siena 1936.
- Scritti di teoria dello stato, Giuffré, Milano 1939.
- Orientamenti metodologici nella storia delle dottrine politiche, Tip. Nuova, Siena 1939.
- Problemi metodologici nella storia delle dottrine politiche ed economiche, con A. Bertolino, Foro Italiano, Roma 1939.
- Corso di filosofia del diritto, 3 voll., Soc. editrice "Foro italiano", Roma 1940-1942.
- Il domma della personalità giuridica dello Stato, Zanichelli, Bologna 1942.
- Impero Chiesa e stati particolari nel pensiero di Dante, Zanichelli, Bologna 1944.
- Libertà ed uguaglianza nelle dichiarazioni francesi dei diritti dal 1789 al 1795: testi, lavori preparatorii, progetti parlamentari, Zanichelli, Bologna 1946.
- Il valore nella storia, Upeb, Bologna 1948.
- Il problema morale nell'esistenzialismo, Zuffi, Bologna 1949 (II ed.).
- Saggi sull'Utopia di Tommaso Moro, Zuffi, Bologna 1949.
- Cenni storici intorno al concetto di lavoro, Zuffi, Bologna 1950.
- Filosofia del lavoro, Zuffi, Bologna 1951.
- Lineamenti di storia delle dottrine politiche, Giuffré, Milano 1952 (II ed.).
- Morale e storia nella prospettiva spiritualistica, Zuffi, Bologna 1953.
- Nuovi scritti di teoria dello stato, Giuffré, Milano 1955.
- I valori fra la metafisica e la storia, Zanichelli, Bologna 1957.
- Linee sommarie di dottrina morale, Patron, Bologna 1958.
- I valori della pratica e l'esperienza storica, Patron, Bologna 1959.
- Il valore estetico, Morcelliana, Brescia 1963.
- Cinque saggi intorno alla sociologia, Istituto Luigi Sturzo, Roma 1969.
- Parva Desanctisiana, Patron, Bologna 1970.
- Economia, diritto, morale, Coop. libraria universitaria editoriale bolognese, Bologna 1972.
- Croce e i fratelli Mario e Luigi Sturzo, Longo, Ravenna 1973.
- Rosmini tra l'essere e i valori, Guida, Napoli 1973.
- Mondo storico ed escatologia, Clueb, Bologna 1997.

### Curatele
- Le carte dei diritti: dalla Magna Charta alla carta del lavoro, Sansoni, Firenze 1934.
- Le carte dei diritti: dalla Magna Charta alla Carta di San Francisco, Sansoni, Firenze 1936.
- Angelo Camillo De Meis, I problemi dello stato moderno, Zanichelli, Bologna 1947.
- Francesco De Sanctis, Lettere a Pasquale Villari, Einaudi, Torino 1955.
- Lettere di Angelo Camillo De Meis a Silvio Spaventa, Azzoguidi, Bologna 1958.
- Il pensiero pedagogico del Rinascimento, Sansoni, Firenze 1960.
- John Locke, Antologia degli scritti politici, Il Mulino, Bologna 1962.